# Jonathan Pryce
Jonathan Pryce, CBE (født John Price; 1. juni 1947) er en walisisk prisvindende teater- og filmskuespiller. 
Han har spillet med i bl.a. den prisvindende teaterforestilling Hamlet på Royal Court Theatre, og fik sit spillefilmsgennembrud i kultfilmen Brazil fra 1985. Han har også medvirket i flere box office succeser, såsom Evita, Tomorrow Never Dies, Pirates of the Caribbean og The New World såvel som selvstændige film, såsom Glengarry Glen Ross og Carrington.
For sit teaterskuespil har han vundet to Tony Awards – den første for hans Broadway debut Comedians og den anden for hans rolle i musicalen Miss Saigon fra 1991.[kilde mangler] I 2009 blev han udnævnt til Commander of the Order of the British Empire (CBE)

## Teater
- 1975 – Comedians som Gethin Price (første optræden i Amerika)
- 1980 – Hamlet som Hamlet
- 1989 – Miss Saigon som "The Engineer"
- 1992 – Nine (London koncert optræden) som Guido Contini
- 1994 – Oliver! (genopsættelse) som Fagin
- 2001 – My Fair Lady (genopsættelse) som Professor Higgins
- 2006 – Dirty Rotten Scoundrels som Lawrence Jameson
- 2007 – Glengarry Glen Ross (London produktion) som Shelly Levene

## Udvalgt filmografi

### Film
| År   | Film                                                   | Rolle                          | Note(r) |
| ---- | ------------------------------------------------------ | ------------------------------ | --- |
| 1983 | Something Wicked this Way Comes                        | Mr. Dark                       | 1984 - Nomineret til 'Saturn Award' for "Best Supporting Actor" |
| 1985 | Brazil                                                 | Sam Lowry                      | |
| 1986 | Haunted Honeymoon                                      | Charles Abbot                  | |
| 1986 | Jumpin' Jack Flash                                     | Jack                           | |
| 1987 | Man on Fire                                            | Michael                        | |
| 1988 | Consuming Passions                                     | Mr Farris                      | |
| 1988 | The Adventures of Baron Munchausen                     | Right Ordinary Horatio Jackson | |
| 1992 | Glengarry Glen Ross                                    | James Lingk                    | 1992 - Vandt "Best Actor" hos 'Valladolid International Film Festival'. Delte den med Jack Lemmon, Al Pacino, Ed Harris, Alan Arkin, Kevin Spacey og Alec Baldwin                                                                                |
| 1993 | Dark Blood (ikke udgivet)                              |                                | |
| 1993 | Barbarians at the Gate                                 | Henry Kravis                   | 1993 - Nomineret til en Emmy for "Outstanding Supporting Actor in a Miniseries or a Special" 1994 - Nomineret til en Golden Globe for "Best Performance by an Actor in a Supporting Role in a Series, Mini-Series or Motion Picture Made for TV" |
| 1995 | Carrington                                             | Lytton Strachey                | 1995 - Vandt "Best Actor" hos Cannes Film Festival 1996 - Nomineret til 'Chlotrudis Awards' for "Best Actor" 1996 - Vandt "Best Actor" hos 'Evening Standard British Film Awards'                                                                |
| 1996 | Evita                                                  | Oberst Juan Perón              | |
| 1997 | Regeneration / Behind the Lines                        | Dr. William Rivers             | 1998 - Nomineret til 'British Independent Film Awards' for "Best Performance by a British Actor in an Independent Film" 1999 - Nomineret til en 'Genie Award' for "Best Performance by an Actor in a Leading Role"                               |
| 1997 | Tomorrow Never Dies                                    | Elliot Carver                  | |
| 1998 | Ronin                                                  | Seamus O'Rourke                | |
| 1999 | Stigmata                                               | Cardinal Houseman              | 2002 - Nomineret til 'Blockbuster Entertainment Awards' for "Favorite Supporting Actor - Horror" |
| 2001 | The Affair of the Necklace                             | Cardinal Louis de Rohan        | |
| 2003 | Pirates of the Caribbean: The Curse of the Black Pearl | Guv. Weatherby Swann           | |
| 2003 | What a Girl Wants                                      | Alistair Payne                 | |
| 2004 | De-Lovely                                              | Gabe                           | |
| 2005 | The Brothers Grimm                                     | General Vavarin Delatombe      | |
| 2005 | The New World                                          | Kong James                     | |
| 2006 | Pirates of the Caribbean: Dead Man's Chest             | Guv. Weatherby Swann           | |
| 2007 | Pirates of the Caribbean: Ved Verdens Ende             | Guv. Weatherby Swann           | |
| 2007 | Sherlock Holmes and the Baker Street Irregulars        | Sherlock Holmes                | |
| 2008 | Leatherheads                                           | C.C. Frazier                   | |
| 2008 | My Zinc Bed                                            | Victor Quinn                   | Tv-film |
| 2009 | G.I. Joe: The Rise of Cobra                            | USA's præsident/Zartan         | |
| 2013 | G.I. Joe: Gengældelsen                                 | USA's præsident/Zartan         | |
| 2014 | The Salvation                                          | Borgmester Keane               | |

### Tv-serier
| År      | Film            | Rolle              | Note(r)       |
| ------- | --------------- | ------------------ | ------------- |
| 2015–16 | Game of Thrones | The High Sparrow   | 12 afsnit     |
| 2017    | Taboo           | Sir Stuart Strange | Alle 8 afsnit |
| 2022    | The Crown       | Prins Philip       | Sæson 5 & 6   |

## Hædersbevisninger
- 1981 – 'Evening Standard British Film Awards': "Most Promising Newcomer – Actor"[kilde mangler]
- 2000 – 'BAFTA Award, Wales':  "Special Award"[kilde mangler]